# Hirmoneura cockerelli
Hirmoneura cockerelli är en tvåvingeart som beskrevs av Joseph Charles Bequaert 1935. Hirmoneura cockerelli ingår i släktet Hirmoneura och familjen Nemestrinidae.
Artens utbredningsområde är Thailand. Inga underarter finns listade i Catalogue of Life.